# Groenlandaspis
Groenlandaspis is een geslacht van uitgestorven vissen uit de klasse van de Placodermi. Het geslacht leefde in het Laat-Devoon (400-360 miljoen jaar geleden). De naam van het geslacht werd gepubliceerd door A. Heinz in 1932.

## Beschrijving
Net als bij alle andere arthrodiren, had Groenlandaspis een gewricht in de achterkant van zijn kop dat verbonden was met zijn borstpantser, waardoor zijn kop naar achteren kon worden gebogen, wat zijn opening vergrootte. Maar omdat zijn kop enigszins samengedrukt is in vergelijking met die van veel andere arthrodiren, en omdat de rugzijde een lage, piramideachtige top heeft, wordt aangenomen dat Groenlandaspis zijn kop niet ver naar achteren kon bewegen. Het was een relatief kleine vis met een gemiddelde lengte van slechts 7,5 centimeter, hoewel de ongewoon grote soort Groenlandaspis riniensis bijna een meter lang werd. Hij leefde in kust- en rivierwateren, waar hij zich waarschijnlijk voedde met kleine prooien of voedselresten. De kleine tandplaten in zijn bek doen sterk vermoeden dat hij niet in staat was om grotere prooien aan te vallen. De mogelijkheid dat de platen soms werden gebruikt om zich met tweekleppigen te voeden, is ook weerlegd.
Groenlandaspis was aan de onderzijde afgeplat en leefde dus waarschijnlijk op de bodem. De aanwezigheid van plettende tandplaten in de vorm van platte, geknikte infragnathalen en superagnathalen suggereert dat het dieet van de soort mogelijk prooien met harde uitwendige schalen zoals weekdieren, schaaldieren of geleedpotigen omvatte. De pantserlengte van Groenlandaspis riniensis was volgens de oorspronkelijke beschrijving ongeveer 40 centimeter, waarbij het kopschild een zeer brede marginale plaat en smalle pijnappelplaat heeft, waarbij het nuchale schild relatief smal is, ongeveer half zo breed als het lang is. Het rompschild van deze soort werd gekenmerkt als hebbende een anterieure laterale plaat die bijna even breed als lang is met een relatief rechte anterieure rand; de mediane dorsale plaat is laag met een apex die posterieur gericht is; de posterieure dorsolaterale plaat is zeer smal met een verbuiging van het belangrijkste laterale lijnkanaal zeer dicht bij de posterieure rand. Deze soort heeft een ornamentatie van wijd verspreide, grove knobbels.
Groenlandaspis riniensis is een van de twee arthrodire placodermen die in 1999 zijn beschreven uit de Waterloo Farm lagerstätte in Zuid-Afrika, waarna nog een derde soort is beschreven. De soortaanduiding 'riniensis' is afgeleid van Rini of Rhini, de traditionele isiXhosa naam voor Makhanda/Grahamstown, waardoor dit het eerste gewervelde fossiel ooit is met een isiXhosa afgeleide wetenschappelijke naam. Groenlandaspis riniensis lijkt zijn hele levenscyclus te hebben doorgebracht in het estuarium van Waterloo Farm, aangezien het wordt vertegenwoordigd door een volledige ontogenetische reeks. Bewijs van andere locaties uit het Laat-Devoon met vergelijkbare placoderme taxa die aantonen dat, terwijl veel larven of kleine juvenielen in de littorale zone bleven in de nabijheid van geschikte habitats, anderen stroomopwaarts getrokken kunnen zijn om predatie te vermijden. Groenlandaspis riniensis is het meest bewaarde vistaxon van de Waterloo Farm vindplaats en was mogelijk het meest voorkomende gewervelde dier in het paleomilieu, hoewel de veelvuldige bewaring beïnvloed kan zijn door vertekening bij de bewaring.

## Vondsten
Vondsten van Groenlandaspis zijn bekend uit Antarctica, Australië, Europa, (met name Engeland, Ierland en Turkije) en Groenland.

## Soorten
- G. mirabilis Heintz, 1932
- G. antarctica Ritchie, 1975
- G. riniensis Gess and Hiller, 1995
- G. disjectus Woodward, 1891(originally Coccosteus disjectus)
- G. pennsylvanica Daeschler et al., 2003
- G. potyi Olive et al., 2015
- G. seni Janvier and Ritchie, 1977
- G. thorezi Heintz, 1932